# Resolució 1429 del Consell de Seguretat de les Nacions Unides
La Resolució 1429 del Consell de Seguretat de les Nacions Unides, adoptada per unanimitat el 30 de juliol de 2002 després de reafirmar totes les resolucions anteriors del Sàhara Occidental en particular la Resolució 1359 (2001) i la Resolució 1394 (2002), el consell va ampliar el mandat de la Missió de Nacions Unides pel Referèndum al Sàhara Occidental (MINURSO) per sis mesos fins al 31 de gener de 2003.

## Resolució

### Observacions
El Consell de Seguretat era preocupat per la manca de progrés cap a una solució política a la disputa entre el Marroc i el Front Polisario, que va continuar sent una font potencial d'inestabilitat a la regió del Magrib. Va reafirmar el seu compromís d'ajudar les parts a assolir una solució duradora que proporcionarà l'autodeterminació del poble del Sàhara Occidental. Les parts van ser elogiades pel respecte de l'alto el foc i els esforços de la MINURSO també van ser elogiats.

### Actes
El Consell va donar suport als esforços del Secretari General Kofi Annan i el seu enviat personal James Baker III per trobar una solució a l'antiga disputa entre el Marroc i el Front Polisario. A més, es va demanar a les parts i als estats de la regió que cooperessin amb el Secretari General i el seu Enviat Personal.
La resolució va donar la benvinguda a l'alliberament de 101 presoners de guerra i va fer una crida al Front Polisario per alliberar els presos restants sota el dret internacional humanitari. Es va demanar a ambdues parts que cooperessin amb el Comitè Internacional de la Creu Roja per resoldre el problema de les persones que no s'havien registrat des del començament del conflicte. També es va instar les parts a que implementessin mesures de foment de la confiança amb l'Alt Comissionat de les Nacions Unides per als Refugiats (ACNUR) i la comunitat internacional per recolzar l'ACNUR i el Programa Mundial d'Aliments per superar la deterioració de la situació alimentària entre els refugiats.
Finalment, es va demanar al Secretari General que avalués la situació i la reconfiguració de la MINURSO abans del 31 de gener de 2003.